# Robert Cavanah
Robert Cavanah, né le 20 décembre 1965 à Édimbourg, est un acteur écossais.

## Filmographie

### Au cinéma
- 1994 : Les Mille et Une Vies d'Hector de Bill Forsyth
- 1998 : Hanuman de Frédéric Fougea
- 2003 : Lara Croft : Tomb Raider, le berceau de la vie de Jan de Bont
- 2005 : 8 mm 2 : Perversions fatales de Joseph S. Cardone
- 2010 : Pimp de lui-même (également scénariste)

### À la télévision
- 1999 : L'Immortelle (série télévisée, 5 épisodes)
- 2014 : Le Transporteur (série télévisée, 1 épisode)
- 2016-2017 : Outlander (série télévisée, 2 épisodes)